# Endressia
Endressia és un gènere de plantes herbàcies perennes dins la família de les apiàcies. Consta de 2 espècies. La seva distribució es redueix a la península Ibèrica i a la zona nord dels Pirineus propera.

## Taxonomia
- Endressia pyrenaica (J.Gay ex DC.) J.Gay - Pirineus, principalment orientals, Capcir, Cerdanya, Ripollès, Alt Urgell, Berguedà.
- Endressia castellana Coincy - Muntanyes iberídiques septentrionals

Aquest gènere va ser descrit per Jacques Etienne Gay i publicat a Annales des Sciences Naturelles (Paris) 26: 223. 1832. L'espècie tipus és: Endressia pyrenaica (J.Gay ex DC.) J.Gay
Etimologia
Endressia: és un gènere dedicat al botànic suís Peter Karl Endress.